# چمچه نرم
چمچه نرم (نام علمی: Dasylirion leiophyllum) نام یک گونه از زیرخانواده کوله‌خاسیان است.